# Rudinka
Rudinka (in ungherese Kisrudas) è un comune della Slovacchia facente parte del distretto di Kysucké Nové Mesto, nella regione di Žilina.